# 了不起的埃莉诺
《了不起的埃莉诺》（英語：Eleanor the Great）是2025年上映的美国劇情片，为美国演员史嘉蕾·喬韓森的导演处女作，由托瑞·卡门编剧，演员阵容包括朱恩·斯奎布、切瓦特·艾乔福、杰西卡·赫特、艾琳·凱莉曼。电影入选第78屆坎城影展“一種注目”单元，2025年5月20日全球首映。

## 故事大纲
90岁的佛罗里达州老妪与19岁的纽约学生展开忘年交。

## 演员
- 朱恩·斯奎布 饰 埃莉诺·摩根斯坦（Eleanor Morgenstein）
- 切瓦特·艾乔福
- 杰西卡·赫特（英语：Jessica Hecht）
- 艾琳·凱莉曼
- 威尔·普莱斯（Will Price）
- 格雷格·卡斯顿（Greg Kaston）

## 制片
2023年9月，消息指史嘉蕾·喬韓森将创作导演处女作《了不起的埃莉诺》，由托瑞·卡门出任编剧。
2024年2月，朱恩·斯奎布、切瓦特·艾乔福、杰西卡·赫特、艾琳·凱莉曼加盟剧组，三星影业和索尼经典电影首次携手参与发行。
主体拍摄于2024年2月进行，取景地包括纽约康尼島。同年4月杀青。

## 发行
电影入选第78屆坎城影展“一種注目”单元，2025年5月20日全球首映。